# Hugo von Kathen
Hugo Karl Gottlieb von Kathen (Freienwalde, 27. kolovoza 1855. -  Wiesbaden, 2. travnja 1932.) je bio njemački general i vojni zapovjednik. Tijekom Prvog svjetskog rata zapovijedao XXIII. pričuvnim korpusom i 8. armijom na Zapadnom i Istočnom bojištu.

## Obitelj
Hugo von Kathen je rođen 27. kolovoza 1855. u Freienwaldeu (danas Chociwel u Poljskoj) u pruskoj vojničkoj obitelji. Sin je Karla von Kathen koji je bio zemljoposjednik i bojnik u pruskoj vojsci, te majke Agnes Schumann. U rujnu 1884. sklopio je brak sa Susanne von Dechend, inače kćerkom Hermanna von Dechenda, predsjednika pruske središnje banke i člana pruskog parlamenta, i njegove žene Adelgunde Wilke.

## Vojna karijera
Kathen je u prusku vojsku stupio u travnju 1873. služeći u 2. gardijskoj grenadirskoj pukovniji "Kaiser Franz" u Berlinu. Od veljače 1880. služi kao pobočnik, da bi u listopadu 1882. počeo pohađati Prusku vojnu akademiju. Te iste godine, u ožujku, promaknut je u čin poručnika. Nakon završetka akademije, u rujnu 1885. vraća se na službu u 2. gardijsku grenadirsku pukovniju. Od svibnja 1886. služi u Glavnom stožeru, nakon čega je od travnja 1887. raspoređen na dužnost pobočnika vojnog zapovjednika Berlina. U lipnju 1888. unaprijeđen je u čin satnika, da bi dva mjeseca poslije, u kolovozu, bio imenovan zapovjednikom satnije u 3. gardijskoj pješačkoj pukovniji smještenoj u Berlinu. U navedenoj pukovniji služi iduće četiri godine, do srpnja 1892., kada je premješten na službu u ministarstvo rata kojem služi do siječnja 1893. godine. U međuvremenu je, u prosincu 1893., promaknut u čin bojnika. 
U siječnju 1898. postaje zapovjednikom bojne u 109. badenskoj tjelesnoj grenadirskoj pukovniji u Karlsruheu, nakon čega od srpnja 1900. zapovijeda pukovnijom u 73. streljačkoj pukovniji "Feldmarschall Prinz Albrecht von Preussen" u Hannoveru. Istodobno s tim imenovanjem unaprijeđen je u čin potpukovnika. U listopadu 1902. dostiže čin pukovnika, da bi u ožujku 1904. bio imenovan zapovjednikom 1. hannoverske pješačke pukovnije. Navedenom pukovnijom zapovijeda do travnja 1907. kada postaje zapovjednikom 83. pješačke brigade smještene u Erfurtu. Neposredno prije tog imenovanja, u ožujku 1907., promaknut je u čin general bojnika. U ožujku 1910. imenovan je zapovjednikom 9. pješačke divizije uz istodobno promaknuće u čin general poručnika. Navedenu dužnost obnaša do listopada 1912. kada je imenovan zapovjednikom tvrđave Mainz. U ožujku 1912. unaprijeđen je u čin generala pješaštva.

## Prvi svjetski rat
Početak Prvog svjetskog rata Kathen dočekuje kao zapovjednik tvrđave Mainz. Međutim, ubrzo u rujnu 1914. dobiva zapovjedništvo nad 39. pješačkom divizijom koja je bila u sastavu 7. armije kojom je zapovijedao Josias von Heeringen. Zapovijedajući navedenom divizijom sudjeluje u borbama oko Vosgesa i Prvoj bitci kod Ypresa. 
U prosincu 1914. dobiva zapovjedništvo nad XXIII. pričuvnim korpusom zamijenivši oboljelog Georga von Kleista. Navedeni korpus nalazio se na Zapadnom bojištu, te zapovijedajući istim u proljeće 1915. sudjeluje u Drugoj bitci kod Ypresa u kojoj po prvi puta na Zapadnom bojištu koristi bojne otrove. U ljeto 1916. korpus se nalazi u sastavu 2. armije u sklopu koje sudjeluje u Bitci na Sommi. Za uspješno zapovijedanje Kathen je 28. kolovoza 1916. odlikovan orednom Pour le Mérite. U proljeće 1917. korpus je premješten u Champagnu da bi u ljeto te iste godine Kathen sa XXIII. pričuvnim korpusom bio raspoređen na Istočno bojište. Na istome sudjeluje u zauzimanju Tarnopola, nakon čega u rujnu 1917. sudjeluje u Bitci kod Rige. Potom sudjeluje u Operaciji Albion kojom su njemačke snage uz pomoć mornarice zauzele baltičke otoke Ösel, Dagö i Moon.
Ubrzo međutim, Kathen je sa XXIII. pričuvnim korpusom ponovno premješten na Zapadno bojište gdje sudjeluje krajem studenog i početkom prosinca 1917. sudjeluje u Bitci kod Cambraia. U proljeće 1918. sudjeluje u Proljetnoj ofenzivi, te u srpnju te iste godine u Drugoj bitci na Marni. Posljednjeg dana srpnja 1918. imenovan je zapovjednikom 8. armije zamijenivši na tom mjestu Günthera von Kirchbacha. Navedena armija nalazila se na Istočnom bojištu, te istome zapovijeda do kraja rata.

## Poslije rata
Nakon završetka rata Kathen do veljače 1919. zapovijeda snagama smještenim u Litvi i Estoniji, te od veljače 1919. jedinicama smještenim u Latviji. Preminuo je 2. travnja 1932. godine u 78. godini života u Wiesbadenu.